# Legacy (Zvezdna vrata SG-1)
Legacy je naslov epizode znanstveno-fantastične serije Zvezdna vrata, v kateri med rutinsko misijo SG-1 odkrije sobo s trupli Goa'uldov, ki so se zoperstavili svojim lordom. Eden izmed njih ima v roki nenavadno ploščico. Ko se je Daniel dotakne, dobi prisluhe, poleg glasov pa ga mučijo tudi negativne vizije. Zdravniški testi kažejo, da ima shizofrenijo, toda Daniel je kmalu izven nevarnosti. Nevaren parazit se namreč preseli na Teal'ca, pri katerem so simptomi veliko hujši.